# Bijni
Bijni fou un estat tributari protegit del tipus zamindari al districte de Goalpara a Assam. Bijni era la capital a la riba nord del Dalani Estava en mans de la família Bijni, descendents del rei de Koch Bihar, Nar Narayan (que va regnar a Kamrup del 1534 a 1584). Nar Narayan a la seva mort va repartir els seus dominis entre el seu fill Lakshmi Narayan i el seu nebot Raghu Rai. Raghu Rai va establir capital a Barnagar rebent els territoris orientals de Koch a l'est del Sankosh. El va succeir el seu fill Parikshit, que es va enfrontar a Lakshmi Narayan, i fou derrotat pels musulmans, cridats per Lakhsmi en el seu ajut.
El fill de Parikshit, Vijita Narayan, va ser confirmat pels musulmans en el zamindari de les terres que posseïa entre el riu Manasd i el riu Sankosh i va originar el modern principat de Bijni que agafava el nom de la capital i d'aquesta l'agafava la família. Sota els mogols el zamindar va pagar tribut (5998 rupies) que fou modificat més tard per l'entrega cada any de 68 elefants, però era tan difícil capturar tants elefants que el 1788 es va retornar a l'antic tribut en diners que es va fixar en dos mil rupies a l'any.
Sota els britànics després de 1826 va pagar un tribut de 1.500 rupies. La superfície del zamindari era de 2.460 km² i la població de 24.882 (1881). Després de la guerra dels britànics amb Bhutan que va acabar en el tractat de Sinchula de l'11 de novembre de 1865, la família va reclamar algunes terres als Duars assamesos (cedits per Bhutan) al·legant que les posseïen sota el govern de Bhutan; la reclamació fou acceptada i el 1870 es va fer un arranjament amb els representants del menor Bijni Raja als que es va reconèixer les parganes de Khuntaghat i Habraghat. Sota la minoria del raja fou administrada per la sala de corts fins vers el 1880. Quan el raja va arribar a l'edat es va trobar amb un superàvit de 79.047 lliures.